# Qualificazioni alla Volleyball Challenger Cup femminile 2018 - America del Sud
Le qualificazioni sudamericane alla Volleyball Challenger Cup di pallavolo femminile 2018 si sono svolte dal 25 al 27 maggio 2018: al torneo hanno partecipato quattro squadre nazionali sudamericane e una si è qualificata ai play-off Volleyball Challenger Cup 2018.

## Impianti
|                                                                                                |  |  |
| Complejo Deportivo Niño Héroe Manuel Bonilla Città: Lima Capienza: 6 500 Anno d'apertura: 1995 |  |  |

## Regolamento

### Formula
Le squadre hanno disputato un girone all'italiana.

### Criteri di classifica
Se il risultato finale è stato di 3-0 o 3-1 sono stati assegnati 3 punti alla squadra vincente e 0 a quella sconfitta, se il risultato finale è stato di 3-2 sono stati assegnati 2 punti alla squadra vincente e 1 a quella sconfitta.
L'ordine del posizionamento in classifica è stato definito in base a:
- Numero di partite vinte;
- Punti;
- Ratio dei set vinti/persi;
- Ratio dei punti realizzati/subiti;
- Risultati degli scontri diretti.

## Squadra partecipanti
- Cile
- Colombia
- Perù
- Venezuela

## Torneo

### Risultati
| 25 maggio 2018 Complejo Deportivo Manuel Bonilla, Lima Durata: ? - Spettatori: ? | Colombia  | 3 - 0 | Venezuela | 25-10, 25-12, 25-17        |
| 25 maggio 2018 Complejo Deportivo Manuel Bonilla, Lima Durata: ? - Spettatori: ? | Perù      | 3 - 0 | Cile      | 25-15, 25-19, 25-13        |
| 26 maggio 2018 Complejo Deportivo Manuel Bonilla, Lima Durata: ? - Spettatori: ? | Cile      | 0 - 3 | Colombia  | 12-25, 10-25, 15-25        |
| 26 maggio 2018 Complejo Deportivo Manuel Bonilla, Lima Durata: ? - Spettatori: ? | Perù      | 3 - 0 | Venezuela | 25-16, 25-12, 25-19        |
| 27 maggio 2018 Complejo Deportivo Manuel Bonilla, Lima Durata: ? - Spettatori: ? | Venezuela | 0 - 3 | Cile      | 16-25, 21-25, 14-25        |
| 27 maggio 2018 Complejo Deportivo Manuel Bonilla, Lima Durata: ? - Spettatori: ? | Perù      | 3 - 1 | Colombia  | 24-26, 25-13, 25-12, 25-22 |

#### Classifica
| Pos | Squadra   | Pt | G | V | P | SV | SP | Ratio | PF  | PS  | Ratio |
| --- | --------- | -- | - | - | - | -- | -- | ----- | --- | --- | ----- |
| 1   | Perù      | 9  | 3 | 3 | 0 | 9  | 1  | 9.000 | 249 | 167 | 1.491 |
| 2   | Colombia  | 6  | 3 | 2 | 1 | 7  | 3  | 2.333 | 223 | 175 | 1.274 |
| 3   | Cile      | 3  | 3 | 1 | 2 | 3  | 6  | 0.500 | 159 | 201 | 0.791 |
| 4   | Venezuela | 0  | 3 | 0 | 3 | 0  | 9  | 0.000 | 137 | 225 | 0.608 |

## Classifica finale
| Pos | Squadra   | Qualificazione                          |
| --- | --------- | --------------------------------------- |
|     | Perù      |                                         |
|     | Colombia  | Play-off Volleyball Challenger Cup 2018 |
|     | Cile      |                                         |
| 4   | Venezuela |                                         |